# Cindy Marina
Cindy Marina (Chicago, Illinois; 18 de julio de 1998) es una modelo, jugadora profesional de voleibol, presentadora y reina de belleza albanesa de origen estadounidense. Fue ganadora de Miss Universo Albania 2019 y representó a dicho país en Miss Universo 2019, quedando en el Top 20.

## Primeros años y educación
Marina nació el 18 de julio de 1998 en la ciudad de Chicago, en el estado estadounidense de Illinois, de padres albaneses: Ardian y Kristina Marina, oriundos de Shkodër. Su nombre se debe a Cindy Crawford. Su padre jugó al fútbol universitario en Albania, mientras que su madre fue jugadora profesional de voleibol en Albania e Italia. Es la segunda de tres hermanos y la única hija.
Cuando Marina tenía siete años, la familia se trasladó de Chicago a Temecula, en California. Asistió a la Great Oak High School, donde se graduó en 2016. Después de terminar la escuela secundaria, Marina asistió a la Universidad de Duke en Durham (Carolina del Norte), pero se transfirió a la Universidad del Sur de California en Los Ángeles, para su segundo año, graduándose en 2020.

## Carrera en el voleibol
Marina empezó a jugar al voleibol en su juventud. Fue colocadora en su equipo del instituto y jugó en el club de voleibol Forza1, donde su madre también entrenaba. Además, fue nominada por el estado de California como Jugadora del Año de Gatorade en voleibol. Tras graduarse en el instituto, Marina entró en el equipo de voleibol femenino de los Duke Blue Devils, y fue nombrada miembro del equipo de novatos de la Conferencia de la Costa Atlántica (ACC). En su segundo año, Marina dejó Duke y empezó a jugar en el equipo de voleibol femenino de los USC Trojans.
Marina se unió al equipo nacional de voleibol femenino de Albania en 2015, y llevó al equipo a un tercer puesto en la Liga de Plata durante la Liga Europea de Voleibol Femenino de 2018 en Hungría. A los 17 años, Marina se convirtió en la persona más joven en jugar para el equipo nacional de Albania.

## Carrera profesional

### Modelismo
Marina comenzó a modelar a la edad de 14 años. Su carrera en el modelaje comenzó después de ser reclutada por la diseñadora de moda Ema Savahl para modelar sus vestidos; Savahl es una amiga de la madre de Marina. Comenzó su carrera en el desfile en 2019, compitiendo en el concurso Miss Universo Albania 2019. Pasó a ganar el concurso el 7 de junio de 2019, convirtiéndose en la primera mujer nacida en Estados Unidos en ganar el título, y la segunda nacida en el extranjero en ganar el título, después de Agnesa Vuthaj, nacida en Kosovo, en 2005.
Marina representó a Albania en el certamen de Miss Universo 2019, celebrado en Atlanta (Georgia, Estados Unidos), el 8 de diciembre de 2019, y se situó entre las 20 primeras. Su reinado como Miss Universo Albania finalizó tras coronar a Paula Mehmetukaj como su sucesora en Miss Universo Albania 2020 el 18 de septiembre de 2020.

### Televisión
En agosto de 2021, Marina se convirtió en la presentadora oficial de los partidos de fútbol de la Serie A italiana emitidos en Albania y Kosovo.